# Якоб-Йоганн фон Зіверс
Я́коб-Йога́нн фон Зі́верс (нім. Jakob Johann von Sievers; 30 вересня 1731 — 23 липня 1808) — державний діяч Російської імперії. Представник німецького шляхетського роду Зіверсів. Новгородський губернатор (1764—1776). Генерал-губернатор Новгородського, Тверського (1776—1781) і Псковського намісництв (1777—1781). Сенатор (1796—1800). Дійсний таємний радник. Один із членів-засновників Вільного економічного товариства, керівник проектування Маріїнського каналу. Дядько генералів Карла, Якова та Єгора Зіверсів.

## Імена
- Я́коб-Йога́нн фон Зі́верс (нім. Jakob Johann von Sievers) — повне німецьке ім'я.
- Я́коб фон Зі́верс (нім. Jakob von Sievers) — коротке німецьке ім'я.
- Я́коб-Йога́нн Сі́верс (рос. Иакоб / Якоб Иоаганн Сиверс) — у російських джерелах[1].
- Яків Єфимович Сіверс, або Яків Юхимович Сіверс (рос. Яков Ефимович Сиверс) — у російських джерелах.

## Біографія
Представник остзейського роду Зіверсів. Народився у Везенберзі в родині лівонського дворянина Йохима-Йоганна фон Зіверса (1699–1770), що був одружений зі своєю двоюрідною сестрою Ганною-Магдалиною фон Зіверс (1710–1762).
У 12 років був привезений до Петербурга своїм дядьком Карлом, з донькою якого пізніше одружився.
Почав свою службову діяльність писарем в Колегії іноземних справ, а пізніше служив при московських посольствах в Копенгагені і з 1748 — в Лондоні.
З початком Семирічної війни в 1756 в чині прем'єр-майора потрапив на військову службу; підполковником Невського полку брав участь в боях при Ґросс-Еґерсдорфі, Цорндорфі і облозі Кольберга; був дивізійним квартирмейстером.
У 1759–1760 був секретарем московсько-прусської комісії з обміну військовополоненими.
У 1761–1762 був у відпустці і після приходу до влади Катерини II в 1762 в чині генерал-майора через хворобу вийшов у відставку.
З 1764 був новгородським губернатором, потім — генерал-губернатором. Вважаючи, що все в Новгородській губернії знаходиться у вкрай жахливому стані, Зіверс написав імператриці Катерині II доповідного листа про поліпшення, наполягав, головним чином, на швидкому розмежуванні земель, на заходи для збереження лісів, на закладанні сільськогосподарського товариства. Крім того, склав ряд проєктів з різних галузей управління своєю губернією. Катерина II ухвалила чимало проєктів, складених новим новгородським губернатором, при цьому ці проєкти в більшій частині були надруковані в губернських інструкціях і в повному зібранні законів.
Зробив дуже багато для відведеного йому краю. На посаді новгородського губернатора знаходив час абсолютно для всього: для сільського господарства, соляної справи, видобутку торфу і кам'яного вугілля, будівництва доріг, водяних сполучень, шкіл і т. д.
Намагався привести до ладу міста досить великої в той час губернії, що прийшли в занепад, особливо Твер.
За роки роботи на посаді новгородського губернатора удостоївся довіри Катерини II.
У 1774 призначений на новостворену посаду директора водяних комунікацій. На цій посаді керував будівництвом і реконструкцією каналів, в тому числі Вишнєволоцької водної системи.
У 1777 році отримав за свою працю 20 тис. рублів і маєток в Полоцькій губернії.
У 1781 отримав звання дійсного таємного радника, але незабаром під тиском вороже налаштованого до нього князя Потьомкіна був змушений піти зі служби; безпосередньою причиною послужив скандальний розрив Зіверса з дружиною Єлизаветою
Як і його батько, був одружений з двоюрідною сестрою, Єлизаветою фон Зіверс (11.08.1746, Санкт-Петербург — 08.12.1818, Дрезден) народила трьох доньок: Катарина (25.05.1770—01.08.1844) була одружена з Карлом Йоганном фон Гінцелем; Бенедикта (06.01.1773—04.07.1799) була одружена з саксонським камергером графом Вильгельмом Шёнбург-Вексельбургом; Елізабет (24.03.1776—24.04.1865) була одружена з бароном Бернґардом фон Ікскулем.
Протягом 10 років жив у своєму лівонському маєтку, займаючи посаду ландрата.
Після одинадцятирічної відставки, 24 листопада 1792 призначений надзвичайним і повноважним послом в Річ Посполиту, де головував на Гродненському сеймі, домагався розпуску Тарговицької конфедерації, а також сприяв другому поділу Речі Посполитої; через рік, 2 грудня 1793 відкликаний до Російської імперії; отримав 2 тис. душ селян в Мінській губернії.
У 1796, 22 грудня, за указом Павла I Якоб Зіверс був призначений сенатором. Також він став головним попечителем Виховного будинку і головним директором «управління водяних комунікацій» (1797–1800); 8 квітня 1798, разом з братами Карлом і Петром, отримав титул графа Російської імперії.
Надавав багато уваги приведенню до ладу старих каналів між Волгою і Невою, облаштуванню нових — в західних губерніях Російської імперії.
У 1800 знову вийшов у відставку.
Граф Зіверс відомий також як благодійник; на відсотки з капіталу в 4000 рублів, пожертвуваних ним на користь церковному училищу, в Москві існував інтернат для хлопчиків під керівництвом пастора Хайдеке.
Помер 23 липня 1808 в маєтку Бауенгоф у Вольмарському повіті Ліфляндської губернії.

## Нагороди
Російської імперії:
- Орден Святої Анни (26 січня 1767)[4]
- Орден Святого Олександра Невського (10 липня 1775)
- Орден Святого Володимира 1-го ступеня (19 жовтня 1793)
- Орден Святого апостола Андрія Первозванного (серпень 1793)
- Орден Святого Іоанна Єрусалимського великий хрест (30 березня 1799)

Інших держав:
- Орден Білого орла (1793, Річ Посполита)
- Орден Святого Станіслава (1793, Річ Посполита)
- Орден Кармельської Богоматері і Святого Лазаря Єрусалимського (1799, Французьке королівство)

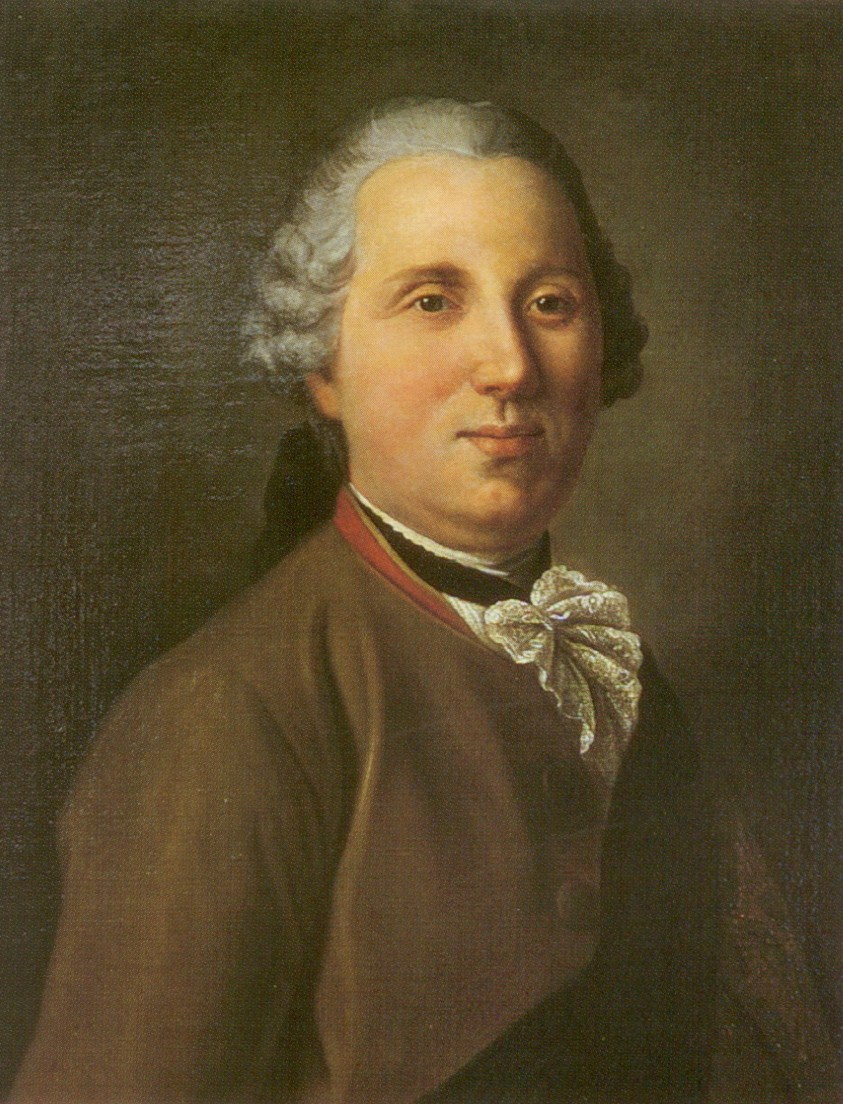
Портрет роботи невідомого художника, XVIII ст.
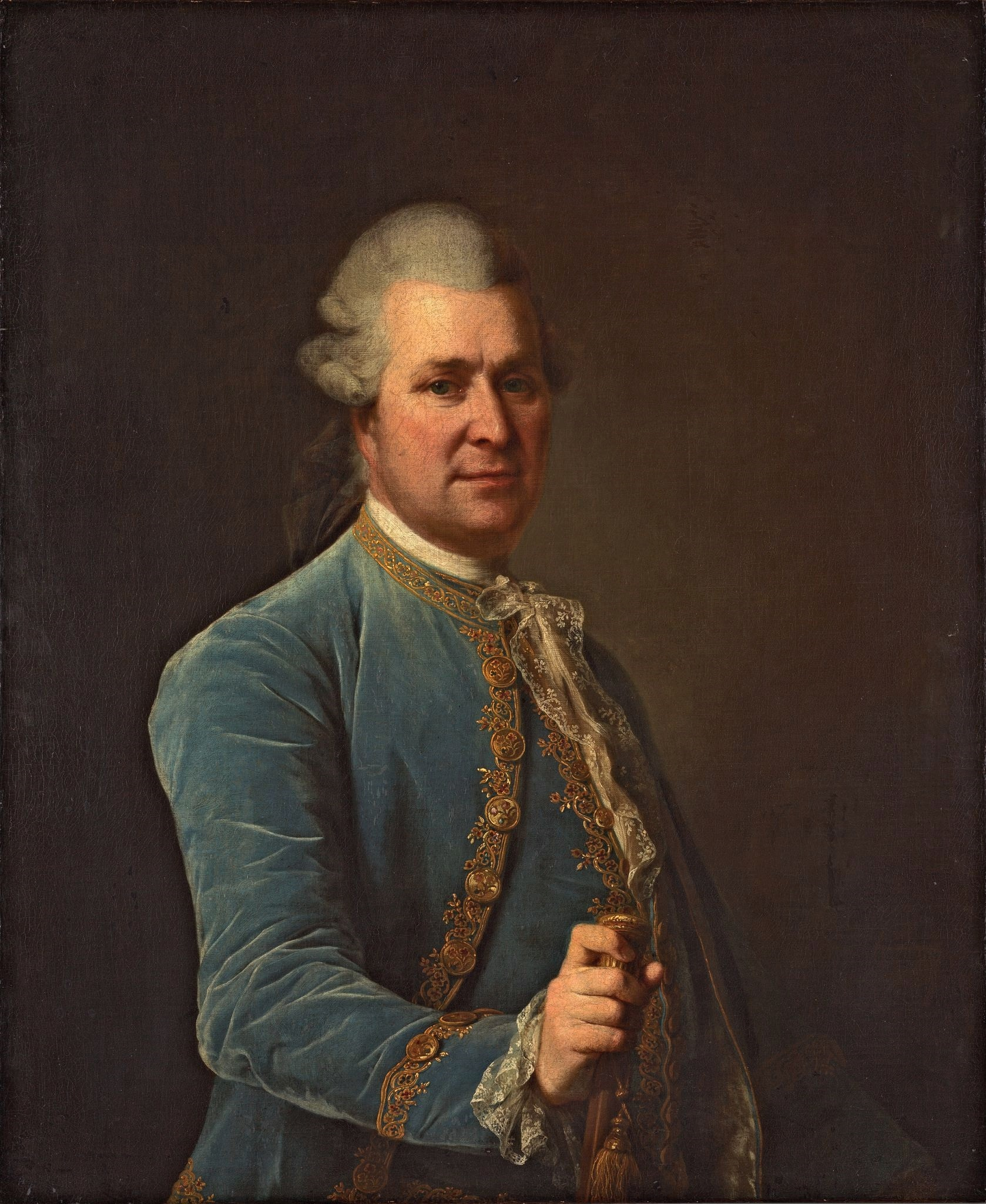
Портрет роботи Дмитра Левицького, 1779 р.
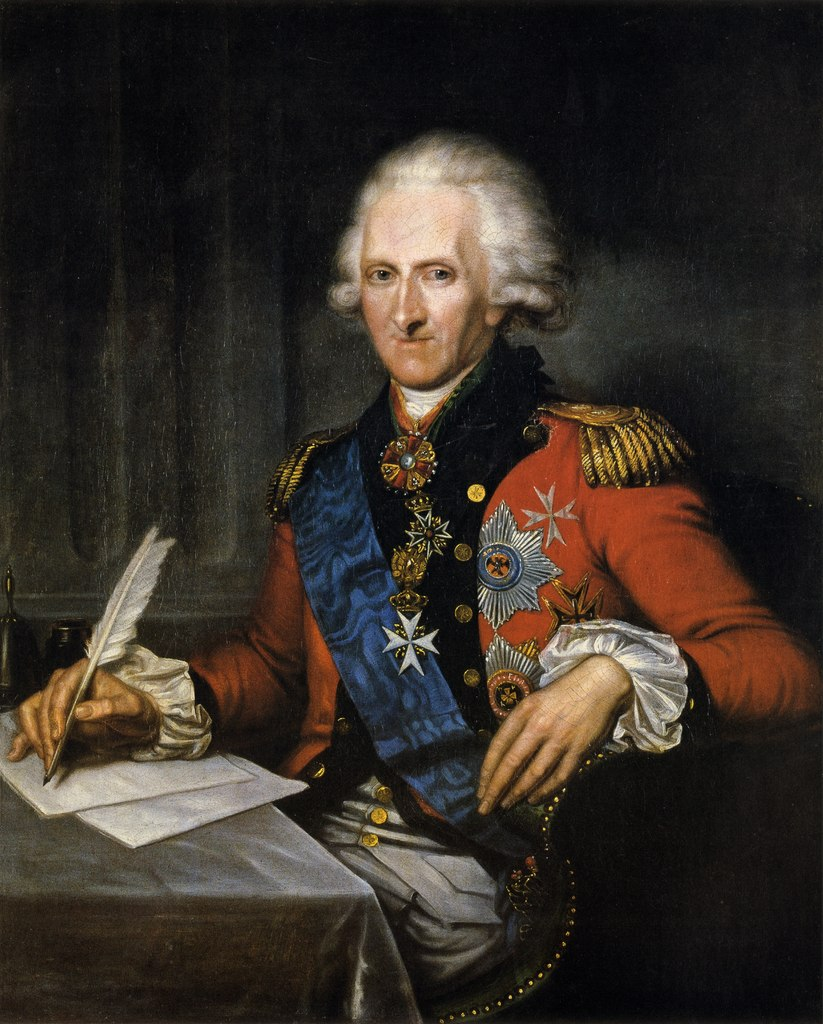
Портрет роботи невідомого художника, 1800-ті рр.

## Родина
28 грудня 1767 в Санкт-Петербурзі Якоб Зіверс одружився зі своєю двоюрідною сестрою, Єлизаветою фон Зіверс (1746— 1818) (нім. Elisabeth von Sievers), старшою донькою графа Карла Зіверса. Шлюб закінчився розлученням через любовний зв'язок Єлизавети з князем Миколаєм Путятіним, її майбутнім другим чоловіком. У шлюбі народилося троє доньок:
- Катаріна (25 травня 1770 — 1 серпня 1844) — дружина (з 17 травня 1790) генерал-лейтенанта Карла фон Гінцеля, правителя Виборзького намісництва.
- Бенедикта Єлизавета (6 січня 1773— 4 липня 1799) — дружина (з 19 жовтня 1791) графа Вільгельма фон Шенбурга-Векзельбурга, саксонського посланника в Касселі. Шлюб закінчився розлученням 3 лютого 1797.
- Єлизавета (24 березня 1776 — 24 квітня 1865) — дружина (з 19 серпня 1793) барона Бернгарда фон Ікскюля, Естляндського губернатора і сенатора.

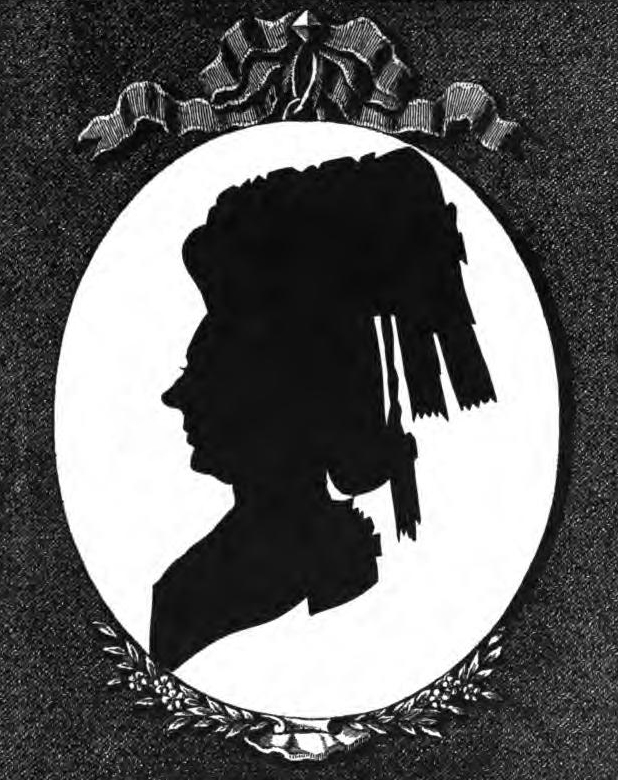
графиня Єлизавета фон Зіверс, 1780-ті рр.
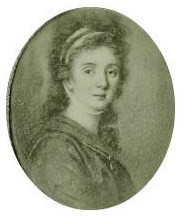
графиня Бенедикта фон Шенбург-Векзельбург, портрет роботи невідомого художника, 1790-ті рр.
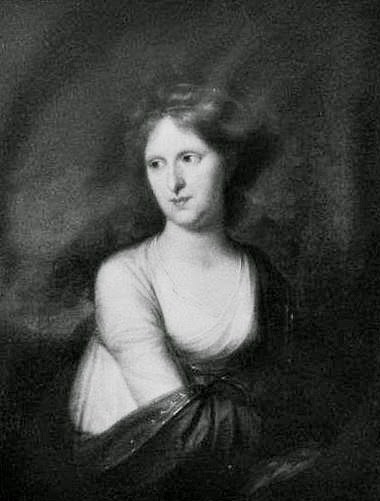
баронесса Єлизавета фон Ікскюль, портрет роботи невідомого художника, 1790-ті рр.

## Пам'ять
- На честь Якоба Сіверса названий, побудований за його ініціативою Сіверсовий канал, який з'єднує річки Мста і Волхов в системі Вишнєволоцької водної системи.
- Ім'я Якоба Сіверса увічнено в назві малої планети 22253 Sivers.
- Ім'я Якоба Сіверса носить катер на повітряній подушці Хівус-48 компанії «Логопром — Борський перевіз».